# Delta Force (серия игр)
Delta Force — серия компьютерных игр про американское спецподразделение «Дельта» (Delta Force). Основным разработчиком серии являлась компания NovaLogic вплоть до своего закрытия в 2016 году, когда права на все франшизы студии, включая Delta Force, были приобретены THQ Nordic. В августе 2023 года TiMi Stuido Group, дочернее предприятие китайской корпорации Tencent, анонсировало, что разрабатывает новую игру серии. Локализатором большинства игр серии в РФ и на постсоветском пространстве является компания Snowball.ru.

## Игры серии

### Delta Force
Первая часть серии вышла 30 сентября 1998 года; как и другие игры NovaLogic, что выходили во второй половине 1990-х годов, была разработана на движке Voxel Space 2, главной особенностью которого была воксельная графика.

### Delta Force 2
Вторая часть серии вышла годом позже, в октябре (согласно некоторым источникам — в ноябре) 1999 года. Обновлённая версия движка была разработана под 32-битные системы и получила название Voxel Space 32. 
В плане геймплея вторая часть не сильно отличается от оригинала, были добавлены новые виды оружия и снаряжения
В Delta Force 2 присутствует одиночный режим, представленный двумя кампаниями и одиночными миссиями, а также мультиплеер с PvP и кооперативным режимом

### Delta Force: Land Warrior
Третья часть вышла в ноябре 2000 года. Игра была разработана на новом движке, что позволило улучшить графику, а также дизайн уровней — в прошлых частях серии ограничения движка не позволяли создавать крупные закрытые помещения или подземные локации.
Были переработаны модели уже существовавшего в прошлых частях вооружения и добавлено множество новых. Впервые в серии выбор персонажа имел некоторое незначительное влияние на геймплей, так, например, у снайпера Longbow не раскачивался оптический прицел, а медик Mako могла оживлять персонажей других игроков в мультиплеере и имела большую скорость плавания.
Как и в предыдущих частях, в игре была однопользовательская кампания, набор одиночных миссий и мультиплеер.

#### Delta Force: Task Force Dagger
Самостоятельный аддон к Land Warrior, вышел в июне 2002 года. Первый проект серии, разработанный сторонней студией, а также первый проект в сеттинге реального конфликта — войны в Афганистане.

### Delta Force: Urban Warfare
Первая игра серии, вышедшая на консолях. Также разработана сторонней студией — Rebellion Developments.

### Delta Force: Black Hawk Down
Второй проект серии в сеттинге реального вооружённого конфликта. Игра вышла 25 марта 2003 года. Разработана на Black Hawk Engine — улучшенном движке Commanche 4. 
Действие игры разворачивается во время миротворческой операции ООН в Сомали. Большая часть кампании происходит во время сражения в Могадишо.
Игра также была портирована на Xbox и PlayStation 2. В силу ограничений аппаратной части консолей шестого поколения при портировании пришлось поменять движок.